# 群山神社
群山神社（ぐんざんじんじゃ）は、朝鮮全羅北道群山府西濱町（現・大韓民国全北特別自治道群山市）にあった神社である。祭神は天照大神。旧社格は府供進社。

## 歴史
1899年（明治32年）5月1日の群山港開港以来、当地の在留日本人は増加の一途をたどり、1902年（明治35年）には在留日本人や漁業者の協力により金刀比羅神社を創建した。1915年（大正4年）6月になると大正天皇の御大典を記念して群山神社創建が提唱されるようになり、天野喜之助府尹を委員長、原龍橘群山警察署長を副長、委員12名からなる神社建設委員会が組織された。公会堂期成会から約2千円の引継ぎがあったほか、寄付金約4千円を集め、本殿を伊勢神宮棟梁の中川清右衛門に、瑞垣、拝殿、鳥居等は府内の業者に建設させた。同年10月16日には伊勢神宮神楽殿にて霊代、神器の授与を受け、10月28日に群山に到着し、群山府庁の御真影奉安殿に仮安置された。11月7日には上棟式、修祓式を、11月8日には正遷宮式、11月9日に御鎮座祭、11月10日に大正天皇の大典奉告祭を、11月14日には大嘗祭を行った。1916年（大正5年）12月19日に朝鮮総督府令第82号による神社創立の許可を得、1917年（大正6年）4月25日に勅令第22号により、神職定員2名を置く許可を得、同年5月25日に杉野清造が社掌に任命された。群山府全域を氏子区域とし、内地人、朝鮮人から崇敬を集めた。1936年（昭和11年）8月には群山府より幣帛供進使参向の府供進社に指定された。さらに約10万円を以て神社造営を進め、敷地、社殿を一新して、群山港の総鎮守としてさらに崇敬を集めた。

### 戦後
戦後早くに群山神社の昇神式が行われ、1945年（昭和20年）12月10日に杉野清造は引き揚げたが、神殿はそのままとなっていた。しかし、1946年（昭和21年）3月の最後の引き揚げの際に焼却された。神社跡地は公園となり、愛国志士李仁植銅像や群山義勇消防隊石碑などがあるが、遺構は現存しないという。

### 例祭
1920年（大正9年）には社掌と崇敬者総代は神幸式の神事創始を考え、宮館貞一府尹、北村八洲仙群山警察署長の後援の下に、醵出金（きょしゅつきん）を募集し、神輿を購入し、参道・石会談・御旅所を建設した。以て11月5日、11月6日に総人員200名による盛大な神輿渡御の大祭を行うこととなった。さらに朝鮮総督の許可を得て、同年10月3日に神庫、1921年（大正10年）に社務所を建設した。

### 末社
- 金刀比羅神社
- 原永稲荷神社

## 金刀比羅神社
金刀比羅神社は、1902年（明治35年）5月に在留日本人と漁業者の協力により、横田三郎領事の認可の下に創建された。大国主命・崇神天皇を祭神とし、群山新公園南西の山頂に鎮座し、特に漁業者から崇敬を集めた。後に氏子総代会の決議により群山神社の末社となることを決し、本社と共に篤い崇敬を集めた。